# Grewia macrophylla
Grewia macrophylla är en malvaväxtart som beskrevs av John Gilbert Baker. Grewia macrophylla ingår i släktet Grewia och familjen malvaväxter. Inga underarter finns listade i Catalogue of Life.